# Bayern-Takt

Logo des Bayern-Takts

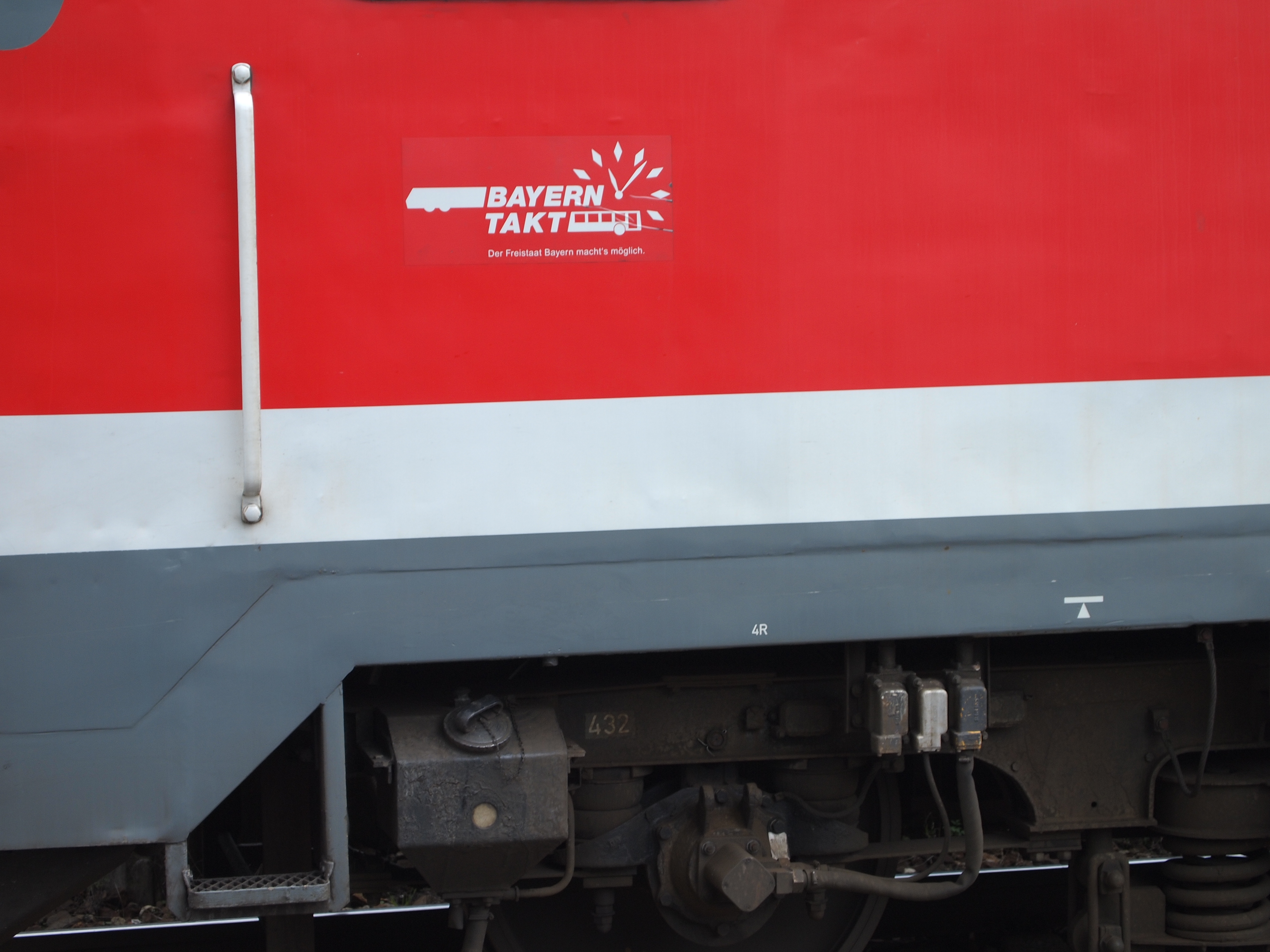
Bayern-Takt-Logo auf einer Regionalbahn (2012)

Der Bayern-Takt beschreibt ein System von Zugverbindungen im Nahverkehr in Bayern und Teilen Baden-Württembergs, wobei nahezu alle Strecken im Stundentakt bedient werden. An als Anschlussknoten bezeichneten Bahnhöfen treffen sich die Züge, so dass Umstiegsmöglichkeiten bestehen.
Der Bayern-Takt gilt in vier Regionen Süddeutschlands: Schwaben, Franken, Oberbayern und Ostbayern.
Aus Sicht der Bayerischen Eisenbahngesellschaft ist der Bayern-Takt inzwischen „nahezu flächendeckend umgesetzt“.

## Geschichte
Ende 1991 lief die Planung eines Integralen Taktfahrplans für den süddeutschen Raum (Baden-Württemberg, Rheinland-Pfalz sowie ein Teil Bayerns).
1993 startete der Allgäu-Schwaben-Takt als Testprojekt und erwies sich als erfolgreich.
Auch der kurz danach gestartete Rheinland-Pfalz-Takt und 3-Löwen-Takt in Baden-Württemberg zeigten Erfolge.
So wurde der  Bayern-Takt Mitte 1996 eingeführt.
Mit der Einführung des Bayern-Taktes wurde die Zahl der Züge erhöht, Fahrzeiten verkürzt und Anschlüsse verbessert. Auf nahezu allen Strecken verkehren seither Züge mindestens im Zwei-Stunden-Takt, bis in den Abend hinein.
Zwischen 1996 und 2006 stieg die Zahl der Reisenden im bayerischen Schienenpersonennahverkehr um 25 Prozent an. Die vom Freistaat Bayern bestellten Zugkilometer stiegen von 96 Millionen (1998/1999) über 103 Millionen (2005) auf 116,6 Millionen (2012) pro Jahr an. Die Zahl der Reisenden nahm von 934,5 Millionen (2000) auf 983,1 Millionen (2005) zu. Zwischen 1996 und 2019 nahm die Nachfrage im bayerischen Nahverkehr um 75 Prozent zu.